# Aurora Basket Jesi
El Aurora Basket Jesi, conocido también por motivos de patrocinio como Termoforgia Jesi, es un equipo de baloncesto italiano con sede en la ciudad de Iesi, en las Marcas. Compite en la Serie B, la tercera división del baloncesto en Italia. Disputa sus partidos en el PalaTriccoli, con capacidad para 4000 espectadores.

## Historia
El equipo se fundó en 1966, jugando en categorías regionales hasta 1974, cuando asciende a la Serie D. Durante 20 años se movería en las categorías inferiores del baloncesto italiano, a caballo entre las Series C y D, hasta que entre 1995 y 1998 consigue tres ascensos consecutivos que lo colocarían en la Serie A2.
En 2004 se produciría el mayor éxito de su historia, tras acabar en la segunda posición en la liga regular, se hace finalmente con el campeonato y con el consiguiente ascenso directo a la Serie A. Pero duró poco la aventura en la máxima categioría del baloncesto italiano, ya que al año siguiente acabaría en la última posición, descendiendo automáticamente de nuevo a la Legadue.
En 2008 está a punto de nuevo de ascender a la primera división, pero pierde en la final de los play-offs de ascenso ante el Pepsi Juvecaserta.

## Nombres
- Cuccine Jesi (1998-1999)
- Sicc Aurora Jesi (1999-2002)
- Sicc BPA Jesi (2002-2006)
- Aurora Basket Jesi (2006-2007)
- Fileni Jesi (2007-2010)
- Fileni BPA Jesi (2010-2015)
- Betulline Jesi (2015-2016)
- Termoforgia Jesi (2017- )

## Posiciones en Liga
| Temporada | Nivel | Liga                 | Pos. | J     | PL  | Resultado         |
| --------- | ----- | -------------------- | ---- | ----- | --- | ----------------- |
| 1996-97   | 3     | Serie B d'Eccellenza | 4    | 14-8  | 2-0 | Ascenso           |
| 1997-98   | 2     | Serie A2             | 6    | 19-17 | 2-3 | Cuartos de final  |
| 1998-99   | 2     | Serie A2             | 8    | 15-17 | 0-2 | Cuartos de final  |
| 1999-00   | 2     | Serie A2             | 4    | 17-13 | 4-5 | Finalista         |
| 2000-01   | 2     | Serie A2             | 6    | 19-17 | 1-3 | Semifinales       |
| 2001-02   | 2     | Legadue              | 6    | 19-17 | 2-3 | Quartas de finais |
| 2002-03   | 2     | Legadue              | 4    | 19-13 | 5-5 | Semifinales       |
| 2003-04   | 2     | Legadue              | 3    | 22-10 | 9-2 | Ascensocampeón    |
| 2004-05   | 1     | Serie A              | 18   | 11-23 |     | Descenso          |
| 2005-06   | 2     | Legadue              | 9    | 15-15 | 0-3 | Cuartos de final  |
| 2006-07   | 2     | Legadue              | 8    | 14-16 | 4-4 | Semifinales       |
| 2007-08   | 2     | Legadue              | 8    | 17-13 | 7-4 | Finalista         |
| 2008-09   | 2     | Legadue              | 6    | 15-15 | 2-3 | Cuartos de final  |
| 2009-10   | 2     | Legadue              | 15   | 11-19 |     |                   |
| 2010-11   | 2     | Legadue              | 9    | 14-16 |     |                   |
| 2011-12   | 2     | Legadue              | 10   | 13-15 |     |                   |
| 2012-13   | 2     | Legadue              | 12   | 11-17 |     |                   |
| 2013-14   | 2     | DNA Gold             | 13   | 12-18 |     |                   |
| 2014-15   | 2     | Serie A2 Gold        | 13   | 7-19  |     |                   |
| 2015-16   | 2     | Serie A2             | 14   | 8-22  |     |                   |
| 2016-17   | 2     | Serie A2             | 11   | 12-18 |     |                   |
| 2017-18   | 2     | Serie A2             | 8    | 17-13 | 0-3 | Octavos de final  |

fuente:eurobasket.com

## Palmarés
- Legadue
  - Campeón 2004
  - Segundo liga regular 2004
  - Campeón de la Copa 2008
  - Finalista Play-Offs  2008
  - Subcampeón Copa 2012

## Jugadores destacados
| - Matías Nocedal - Romain Sato - Damir Tvrdic - Ville Kaunisto - Ken Kavanagh - Mario Boni - Andrea Pecile - Claudio Pol Bodetto - Rodolfo Rombaldoni - Alberto Rossini - Torgeir Bryn - Goran Jurak - Marko Tušek - Alexander Lokhmanchuk - Håkan Larsson - Thomas Adams - Adrian Autry - Walter Berry (baloncestista) - Ruben Boykin - Jeff Brooks - Myron Brown - Raymond Brown - Michael Cuffee - Joshua Davis - Barry Elder - Ivan Elliott - Leemire Goldwire - Eric Griffin - Bakari Hendrix - Malcolm Huckaby |  | - Titus Ivory - Lamont Latimer - Richard McConnell - Ian Miller - Thomas Mobley - Anthony Pelle - David Moss - Jean Prioleau - Jamal Robinson - Roy Rogers - Jesse Sanders - James Singleton - Marshall Strickland - Carl Thomas - Cory Violette - Ray Weathers - Trent Whiting - Kendall Williams - Klaudio Ndoja - Mario Gigena - Maximiliano Stanic - Gordan Firić - Sebastien Bellin - Scott Paterson - Radhi Knapp - Kerry McIntyre - Ryan Hoover - Tony Dorsey - Keith Waleskowski |  | - Mike Williams - Lawrence Bevis - Brett Blizzard - Aaron Johnson - Antonio Maestranzi - Mason Rocca - Ross Schraeder - Raymond Tutt - Mike Williams - Sheiku Kabba - Brion Rush - Gerrit Brigitha - Steve Carney - Michael Watson |